# Wen Xia Yu
Este es un nombre chino; el apellido es Yu.
Wen Xia Yu (en idioma chino: 于文霞 y en idioma pinyin: Yú Wénxía) es una modelo y cantante nacida el 6 de agosto de 1989 en Shangzhi, Harbin, Provincia de Heilongjiang,  República Popular de China.
El 18 de agosto de 2012 ganó la corona de Miss Mundo 2012. Históricamente hablando sería la segunda vez que una representante del país asiático gana la corona, la primera fue Zhang Zilin quien fuera Miss Mundo 2007

## Biografía
Wen Xia Yu es una estudiante de música. Nació el 5 de julio de 1989, año de la serpiente, en la provincia de Heilongjiang, ella soñaba con ser una cantante famosa cuando era niña tanto que  siempre ha poseído el espíritu de una ganadora, que ella describe como uno de sus mejores momentos de la jornada terminó 4º en una carrera contra otros 180 niños en el tercer grado.

## Concursos de belleza

### Miss China World 2012
La candidata representó a su ciudad Harbin en el certamen Miss China World, al final de la velada la pasada Miss China World (2011) Cece Liu Chen la coronó como la nueva representante de su país al certamen de belleza.

### Miss Mundo 2012
La sexagésima segunda versión de Miss Mundo celebrada el 18 de agosto de 2012 en el Dongsheng Fitness Center Stadium, Ordos, Mongolia Interior, China; donde 116 delegadas del mundo competían por la corona de Ivian Sarcos, la China ganó en concurso de talentos y estuvo en el top 10 del Top Model ubicada después de Brasil, Australia y la eventual ganadora Sophie Elizabeth Mulds de Gales.
Cuando se le preguntó cómo se sentía al ganar la corona de Miss Mundo, ella respondió: «Sorprendida y muy feliz». La ganadora de Miss Mundo además expresó que esto es una gran responsabilidad, hay mucho que aprender. Además admira mucho a Zhang Zilin, que en su país es la primera ganadora de Miss Mundo, espera seguir su ejemplo, pero al mismo tiempo dejar su propia marca.
Con mucho, durante su reinado de Miss Mundo, ha viajado a China, Reino Unido, Sudáfrica y Francia. Se espera que viaje a Italia para la Semana de la Moda de Milán en octubre.